# Семёновка (Мелеузовский район)
Семёновка (баш. Семёновка) — деревня в Мелеузовском районе Республики Башкортостан Российской Федерации. Входит в состав Зирганского сельсовета.

## География

### Географическое положение
Расположена на реке Барча в низине между горами Крадненская, Платонова, Шиберябей. Расстояние до:
- районного центра (Мелеуз): 38 км,
- центра сельсовета (Зирган): 6 км,
- ближайшей ж/д станции (Зирган): 6 км.

## Население
| 2002 | 2009 | 2010 |
| ---- | ---- | ---- |
| 1    | →1   | ↗2   |